# Saba Kord Afshari
Saba Kord Afshari, född 1998, är en iransk människorättsaktivist som i augusti 2019 dömdes till 24 års fängelse för att bland annat vägrat bära slöja. Straffet reducerades i december 2019 i en högre instans till 9 års fängelse. Hon frigavs i februari 2023 efter att ha avtjänat närmare halva strafftiden.
Ashfari deltog i protester i Teheran den 2 augusti 2018 och tillfångatogs nära Daneshjoo-parken. Hon fördes till Qarchak-fängelset och sedan vidare till Evinfängelset i Teheran. Med anledning av gripandet av Afshari och många andra utfärdade Amnesty International i London ett "Public Statement" den 8 augusti 2018 där man krävde frigivning av alla som arresterats enbart för att ha deltagit i fredliga protester. Hon dömdes sedan till ett års fängelse tillsammans med två andra kvinnor Yasaman Aryani och Azar Heidary.
Ashfari släpptes villkorligt i februari 2019, varefter hon fortsatte att protestera mot regimens brott mot mänskliga rättigheter. Hon fängslades igen i början av juni 2019, och dömdes i augusti 2019 till 24 års fängelse, varav 15 år ovillkorligt, för att ha “spridit korruption och prostitution genom att ta av sig sin hijab och gå utan slöja” samt för att ha “spridit propaganda mot staten”. Fängelsestraffet reducerades i december 2019 i en högre instans till 9 år, där 1 år och 6 månader var på grund av "propaganda mot regimen" och 7 år och 6 månader på grund av "assembly and collusion with an intent to commit a crime against national security".
Ashfari släpptes från sin fångenskap den 8 februari 2023. Frisläppandet skedde som en del av en större amnesti i samband med högtidlighållande av 44-årsdagen av den iranska revolutionen, samt flera månader efter protesterna i anslutning till Mahsa Aminis död.
FN:s arbetsgrupp för godtyckligga frihetsberövande fastslog i mars 2023 att fängslandet av Ashfari stred mot internationell lag.